# Placówka Straży Granicznej w Tuplicach

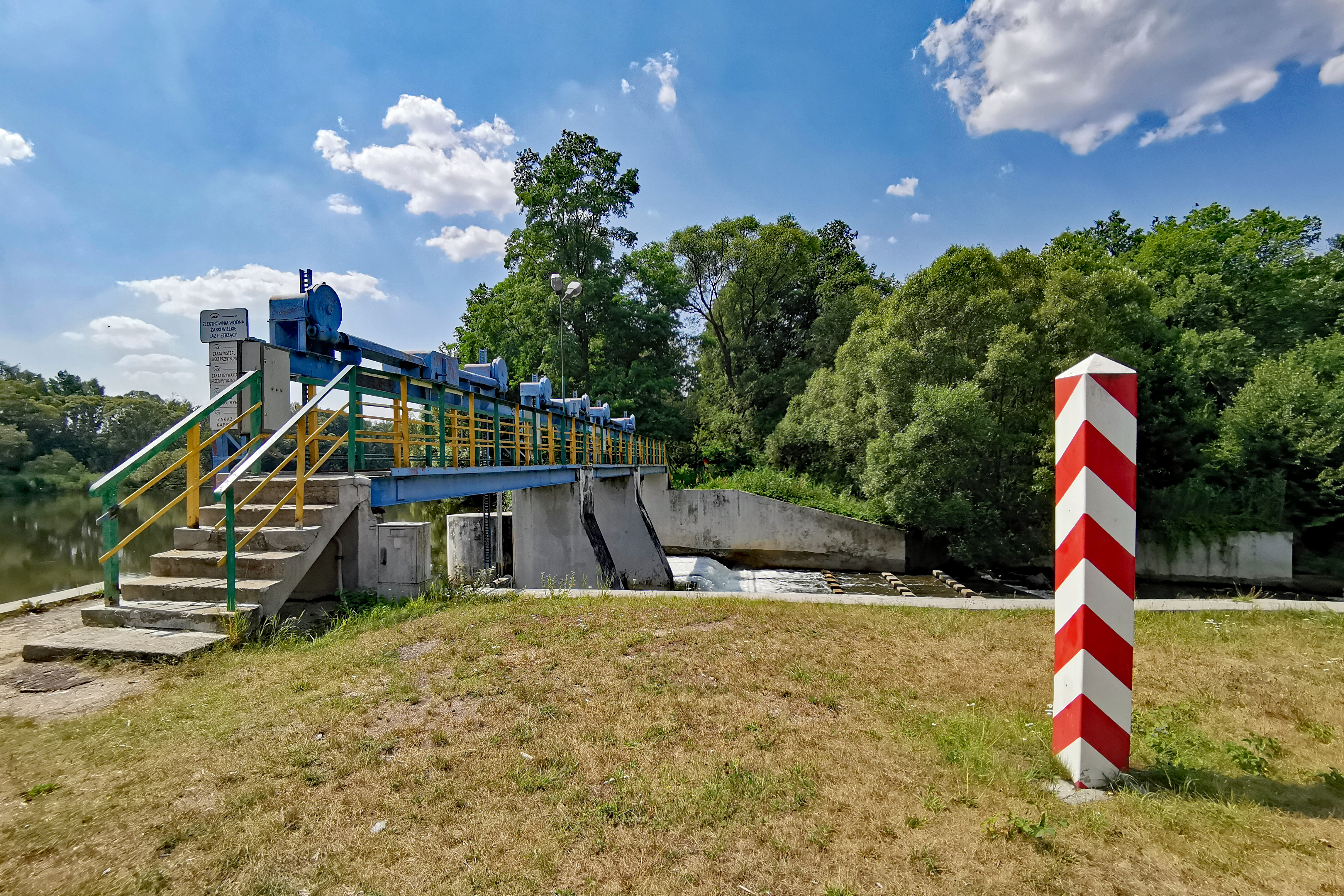
Granica polsko-niemiecka, znak gran. nr 311 w Żarkach Wielkich (sierpień 2020)

Placówka Straży Granicznej w Tuplicach – graniczna jednostka organizacyjna Straży Granicznej realizująca zadania w ochronie granicy państwowej z Republiką Federalną Niemiec.

## Formowanie i zmiany organizacyjne
Placówka Straży Granicznej w Tuplicach (PSG w Tuplicach) z siedzibą w miejscowości Tuplice, powstała 1 lutego 2012 w strukturach Nadodrzańskiego Oddziału Straży Granicznej zgodnie z zarządzeniem nr 9 Komendanta Głównego Straży Granicznej z dnia 31 stycznia 2012, na bazie sił i środków po zniesionej Placówce SG w Olszynie .

## Terytorialny zasięg działania
Stan z 2 grudnia 2016
Obszar działania Placówki Straży Granicznej w Olszynie obejmował:
- Od znaku granicznego nr 185 do znaku granicznego nr 364.
- W strefie nadgranicznej Linia rozgraniczenia z:

1. Placówką Straży Granicznej w Zgorzelcu: włącznie znak graniczny nr 185, dalej granicą gmin Pieńsk i Przewóz, Węgliniec i Przewóz oraz Węgliniec i Gozdnica.
2. Placówką Straży Granicznej w Zielonej Górze-Babimoście: wyłącznie znak graniczny nr 364, granicą gmin Brody i Gubin, Lubsko i Gubin oraz Lubsko i Bobrowice.

- Poza strefą nadgraniczną obejmował powiaty: z powiatu żagańskiego gminy: Brzeźnica, Iłowa, Małowice, Niegosławice, Szprotawa, Żagań, Żagań, z powiatu żarskiego gmina: Jasień, z powiatu zielonogórskiego gmina: Nowogród Bobrzański.

## Placówki sąsiednie
- Placówka SG w Zgorzelcu ⇔ Placówka SG w Zielonej Górze-Babimoście – 02.12.2016.

## Komendanci placówki
- mjr SG/ppłk SG Lesław Siwka (01.02.2012[1]–31.07.2018}
- mjr SG/ppłk SG Leszek Onuchowski (01.08.2018[5]–24.02.2023[6])
- kpt. SG Monika Karandys-Kazalska (24.02.2023[6]–obecnie).